# Sordun

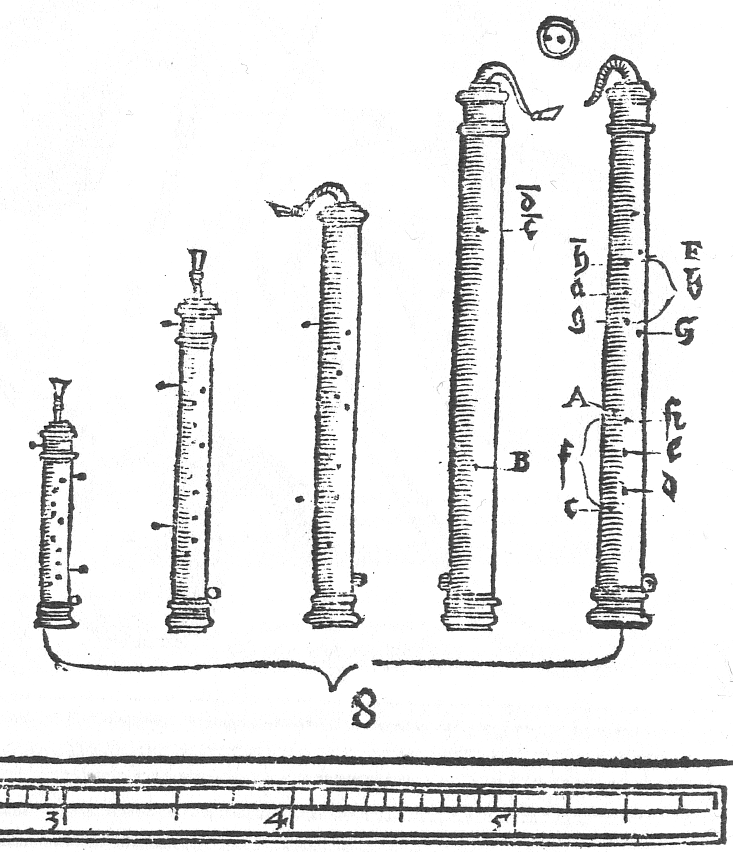
„Ein S‹t›imwerck von Sordunen“, Praetorius, Syntagma musicum, Bd. 2, Tafel XII. Über den Bassinstrumenten ist der Querschnitt mit Doppelbohrung abgebildet.

Der Sordun ist ein Holzblasinstrument der Renaissance. Der Ton wird durch ein Doppelrohrblatt erzeugt, das durch ein gebogenes Messingrohr mit dem Instrumentenkorpus verbunden ist. Das Blasinstrument hat zwei parallele, zylindrische Bohrungen, die in ein Holzstück gebohrt und am unteren Ende durch einen Bogen verbunden werden. Dadurch ist die Länge des Schallrohrs doppelt so lang wie das Außenmaß des Instruments. Bei den kleineren Instrumenten ist das Ende des Schallrohrs verschlossen. Die Luft tritt durch ein seitliches Loch aus.
Die Bezeichnung Sordun geht auf italienisch sordone zurück, das von sordo „leise“ abgeleitet ist. Damit wird also der weiche Klang bezeichnet, der weniger reich an Obertönen ist als beim Rankett. Lodovico Zacconi vergleicht in seiner Prattica di musica (1592) den Klang mit dem von Cornamusen.  Anders als die Windkapselinstrumente überbläst der Sordun jedoch in die Duodezime. Durch 12 Grifflöcher kann eine Tonskala erzeugt werden, die das untere und das überblasene Register verbindet. Diese Grifflöcher werden mit allen zehn Fingern sowie mit den mittleren Gliedern beider Zeigefinger abgedeckt. Ein Knopf am unteren Ende dient zum Ablassen der Feuchtigkeit.
Wie andere Instrumente der Renaissance bilden die Sordune für verschiedene Stimmlagen eine Instrumentenfamilie. Michael Praetorius beschreibt in seinem Syntagma musicum (Bd. 2, 1619) fünf Größen: Cant (B2 – G4), Tenor/Alt (Es2 – C4), G-Bass (C2 – A3), F-Bass (B1 – G3) und Großbass (F1 – D3).
Nur vier Instrumente eines Satzes sind im Kunsthistorischen Museum in Wien erhalten. Sie sind in einer Inventarliste aus dem Jahr 1596 verzeichnet. Anders als die von Praetorius beschriebenen Instrumente ist bei ihnen das Mundstück seitlich befestigt. Das Schallrohr ist um eine verkürzte dritte Bohrung verlängert, und die Instrumente haben sechs Klappen, die von Schutzhülsen bedeckt sind. Es handelt sich um zwei Bass- (B1 – A3) und zwei Großbassinstrumente (E1 – D3).
Die Terminologie ist nicht immer eindeutig. Schon Praetorius hatte Schwierigkeiten, Sordun und Dulzian zu unterscheiden, und bezeichnete trotz der verschiedenen Bauarten auch ein Instrument der Dulzian-/Fagottfamilie als „Bass-Sordun“. Marin Mersenne beschreibt in seiner Harmonie universelle (1635) ein Instrument, das dem Sordun entspricht, bei dem jedoch sechs Grifflöcher mit hervorstehenden Hülsen versehen sind, die das Greifen erleichtern. Mersenne nennt dieses Instrument courtaut.